# Аліне Родрігес
Аліне Родрігес (порт. Aline Rodrigues, 7 квітня 1995) — бразильська плавчиня.
Учасниця Олімпійських Ігор 2020 року.
Призерка Панамериканських ігор 2019 року.
Призерка Чемпіонату Південної Америки з плавання 2018 року.